# Groupe d'astronautes 23

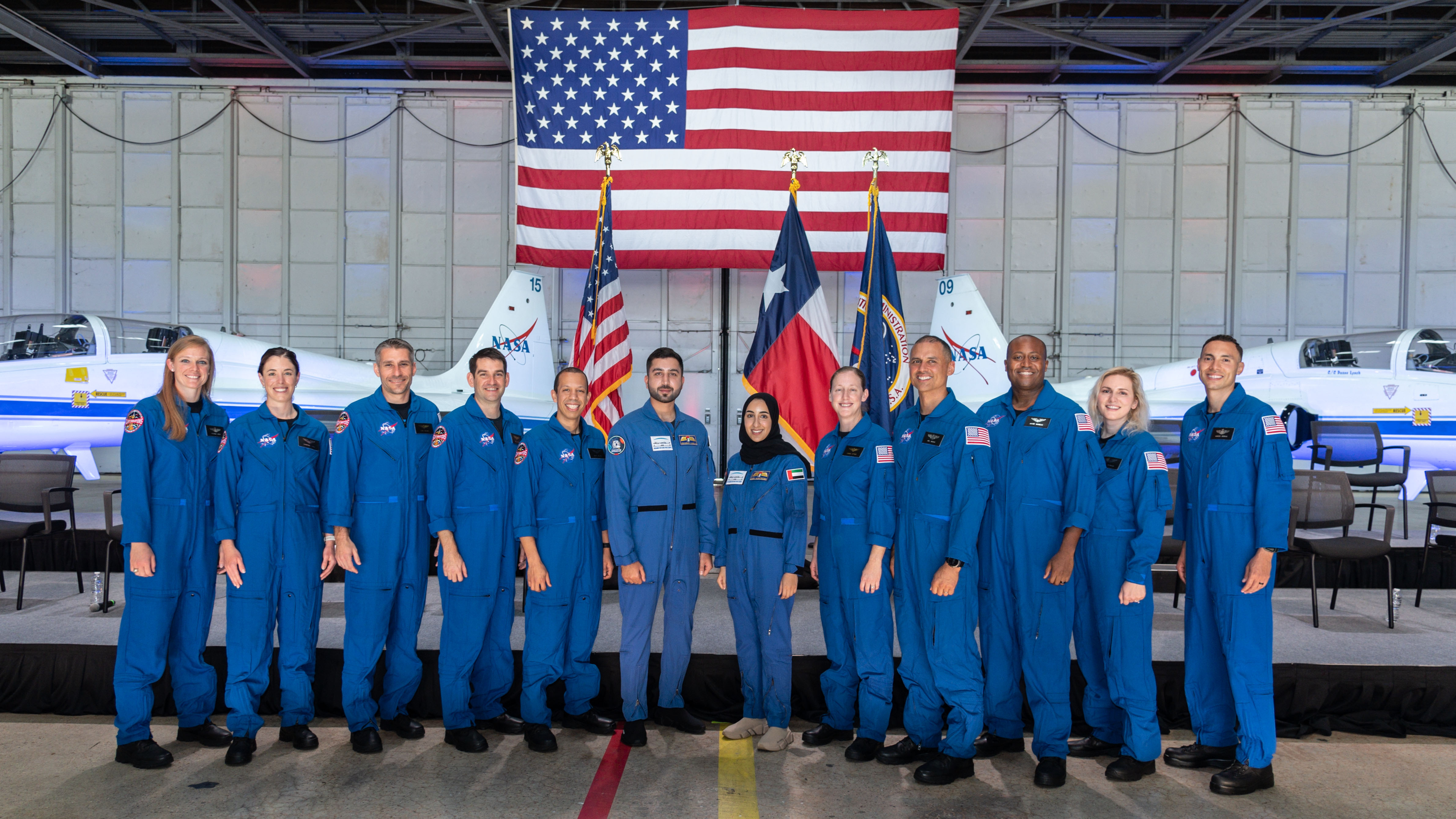
Le groupe d'astronautes 23.

Le groupe d'astronautes 23 de la NASA (surnommé « The Flies ») est un groupe de dix astronautes et deux astronautes emirati sélectionnés le 6 décembre 2021.

## Histoire
La NASA a annoncé la création de ce groupe en février 2020, et accepte des candidatures durant le mois de mars de la même année. Le prérequis pour chaque candidat est d'être titulaire d'un diplôme de master dans un domaine scientifique (STIM), d'une institution accréditée.
Près de 12 000 candidatures ont été reçues, de tous les 50 États, du district de Columbia et de quatre territoire américains.
Les astronautes du groupe 23 seront accueillis au Centre spatial Johnson, à Houston et quand leur entraînement, d'une durée de deux ans, sera terminé, ils seront disponibles pour des missions organisées par la NASA.

## Membres du groupe
Le 6 décembre 2021, la liste des membres, six hommes et quatre femmes, est annoncée :
- Nichole Ayers : Pilote de l'Air Force
  - Station spatiale internationale, 2025  Mission SpaceX Crew-10 - Expédition 73
- Marcos Berríos : Pilote d'essai d'hélicoptère de l'Air Force
- Christina Birch : Bioingénieure, Cycliste sur piste Team USA
- Deniz Burnham : Lieutenant de l'US Navy et Ingénieure en forage
- Luke Delaney : Major de l’USMC et Pilote de recherche de la NASA à Langley
- Andre Douglas : Ingénieur en systèmes spatiaux, ancien officier de l'United States Coast Guard
- Jack Hathaway : Commander et pilote d'essai de la Navy
- Anil Menon : Lieutenant-colonel de l’USAF, médecin urgentiste et militaire, et Directeur médical au sein de SpaceX
- Christopher Williams : Physicien médical (notamment en radio-oncologie)
- Jessica Wittner : Lieutenant commander dans la U.S. Navy et pilote d'essai

### Partenaires étrangers
- Nora Al Matrooshi : Ingénieur en génie mécanique
- Mohammad Al Mulla : Pilote à la police de Dubaï

## Sources